# Hydraena parva
Hydraena parva är en skalbaggsart som beskrevs av Peter Zwick 1977. Hydraena parva ingår i släktet Hydraena och familjen vattenbrynsbaggar. Inga underarter finns listade i Catalogue of Life.